# جریان اقیانوسی

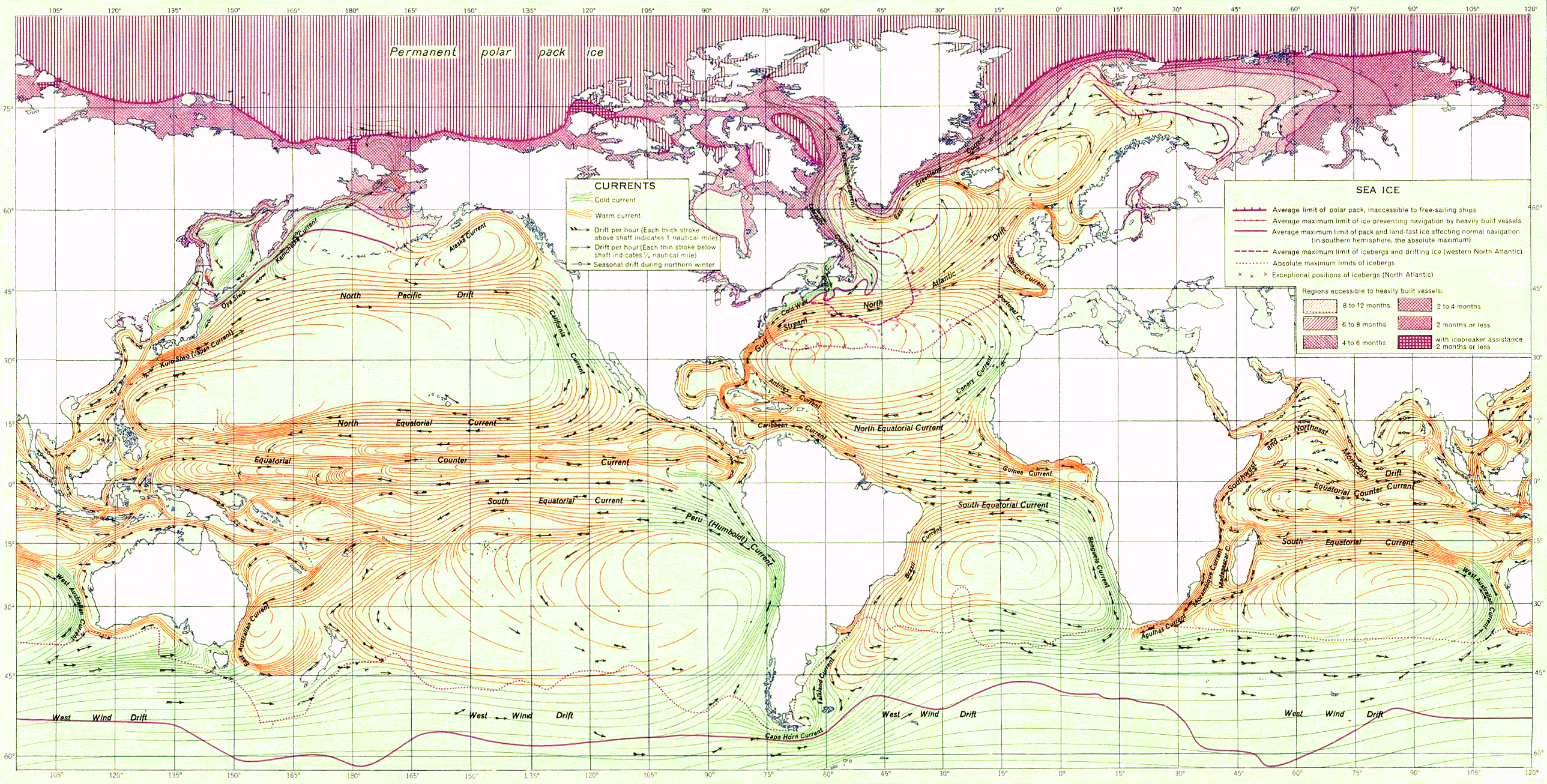
جریان‌های دریایی (۱۹۴۳)

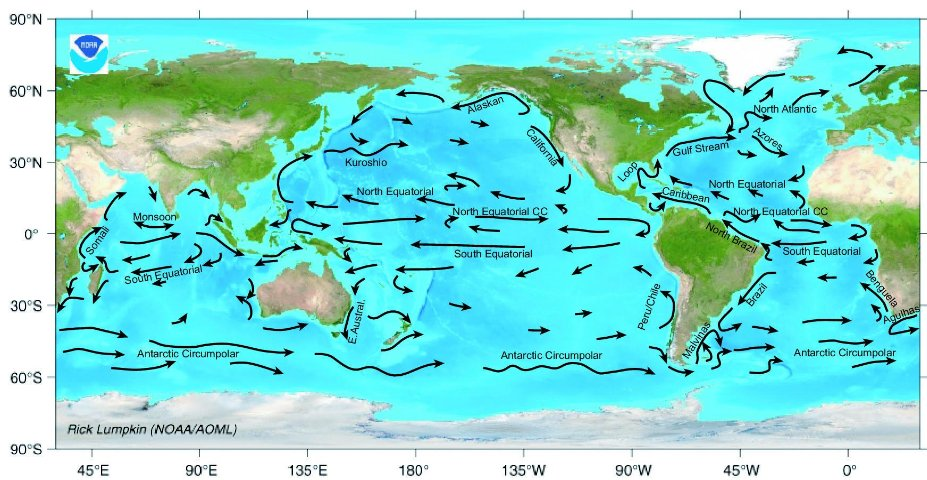
جریان‌های مهم اقیانوسی.

جریان اقیانوسی (به انگلیسی: Ocean current) یک جریان آب در درون یک اقیانوس می‌باشد. جریان‌ها رودهایی هستند که دمایشان از دمای اقیانوس کمتر یا بیشتر است. این جریان‌ها غالباً به شکل یک دایره بوده یا یک چرخه کامل را طی می‌کنند. یکی از مهم‌ترین و معروفترین جریان‌های دریایی، جریان گلف استریم است که باعث انتقال هوای گرم از یک نقطه زمین به نقط دیگر می‌شود؛ مانند کشورهایی از اروپا.

## تاریخچه

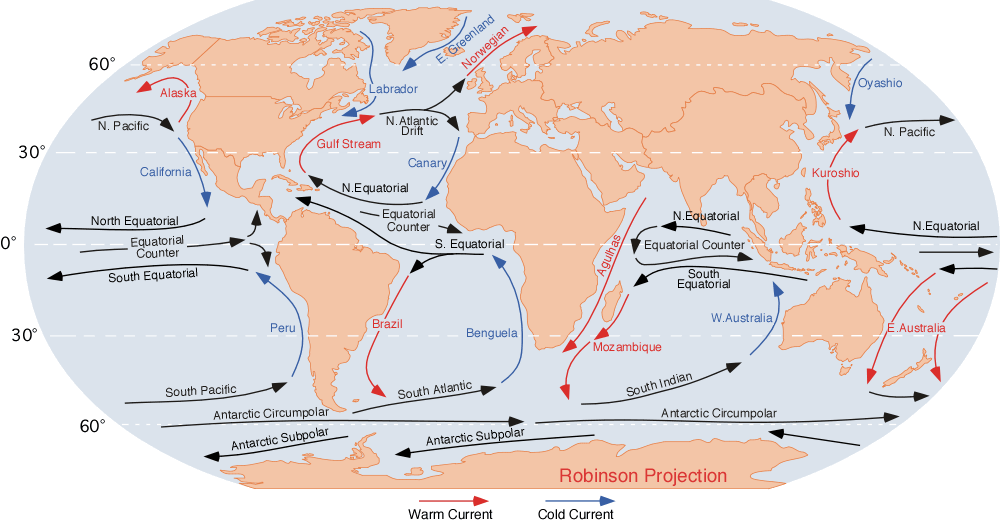
جریان‌های اقیانوسی

وجود جریان در اقیانوس‌ها توسط دریانوردان کشف شده است. در اوایل قرن هیجدهم ناخدایان کشتی‌های تجارتی آمریکا از وجود گلف استریم و مسیر آن با خبر بودند و موقع سفر به اروپا از نیروی آن استفاده می‌کردند. اولین طرح از جریان گلف استریم در سال ۱۷۷۰ میلادی به وسیلهٔ بنیامین فرانکلین منتشر شد. در آن طرح جریان گلف استریم به صورت رودی عریض که در اقیانوس حرکت می‌کند، ترسیم شده است.

### عوامل ایجادکننده جریان‌های اقیانوسی
عوامل مختلفی در ایجاد جریان‌ها شرکت دارد، ولی نقش عمده با بادهای غالب است. در قلمرو بادهای غالب جهت جریان‌های سطحی با جهت باد یکی است. برخورد جریان‌ها به سواحل یا برآمدگی‌های زیر آب مسیر آن‌ها را عوض می‌کند. علاوه بر آن جریان‌های اقیانوسی نیز مثل هر متحرک دیگر در سطح زمین، از نیروی کوریولیس متأثر می‌شوند.
در حوضه قطب شمال تبخیر به علت سرمای زیاد فوق‌العاده ناچیز است از طرف دیگر رودهای بزرگ آسیا و اروپا مقدار زیادی آب به آن وارد می‌کند در نتیجه سطح آن نسبت به سطح عمومی کمی بالاتر است و به همین علت اختلاف سطح جریان‌هایی ایجاد می‌شود که آب‌های اضافی را به اقیانوس اطلس و آرام تخلیه می‌کند.
در دریای مدیترانه تبخیر بیشتر از میزان آبی است که به وسیلهٔ رودها و باران به آن وارد می‌شود. در نتیجه برای جبران این کمبود آب‌های اقیانوس اطلس در سطح به طرف مدیترانه جریان می‌یابد. آب‌های گرم و شور گلف استریم وقتی به آب‌های سرد قطبی می‌رسد در اثر سرد شدن سنگین‌تر شده به اعماق فرومی‌رود. جایی که دو جریان اقیانوسی به همدیگر نزدیک می‌شوند آب‌ها به عمق می‌رود و برعکس در جایی که دو جریان از هم دور می‌گردد آب‌های اعماق به سطح اقیانوس بالا می‌آید.

## جریانهای بزرگ سطحی

### اقیانوس اطلس
در دو طرف منطقه آرام استوایی بادهای آلیزه آب‌های سطحی اقیانوس را به سمت مغرب می‌راند، در نتیجه دو جریان در طرفین استوا ایجاد می‌شود. این دو به نام جریان استوایی شمالی و جریان استوایی جنوبی موسومند. بین این دو جریان، جریان دیگری در جهت مخالف دیده می‌شود که آن را ضد جریان استوایی نامیده‌اند. توده عظیمی از آب که بوسله جریان‌های استوایی شمال و جنوب استوا به سواحل آمریکا حمل می‌شود، اختلاف سطح زیادی ایجاد می‌کند. بالا آمدن سطح دریا در خلیج مکزیکو از عوامل مهم در پیدایش سیستم جریان گلف استریم است.

### اقیانوس آرام
در اقیانوس آرام جریان استوایی بین مدار ۹ الی ۲۵ درجه شمالی حرکت می‌کند. این جریان از جنوب مکزیک شروع شده به سمت غرب رفته‌رفته قویتر می‌شود. در مغرب اقیانوس آرام در اثر برخورد به جزایر فیلیپین به دو شاخه تقسیم می‌شود. شاخه شمالی به تبعیت از برآمدگی جزایر ریوکیوتا جنوب ژاپن پیش می‌رود و از آنجا به مشرق بر می‌گردد. این شاخه که قویتر از شاخه جنوبی است، جریان کوروشیو (Kuroshio) نام دارد. در اقیانوس آرام جنوبی به علت وجود برجستگی‌ها و جزایر بیشمار مسیر جریان‌های اقیانوسی به اندازه سایر مناطق منظم نیست و اساساً کمتر مورد مطالعه قرار گرفته است.

### اقیانوس هند
در اقیانوس هند نقش باد در تشکیل جریان‌ها به روشنی دیده می‌شود. در این اقیانوس جهت و سرعت جریان‌ها به تبعیت از بادهای موسمی تغییر می‌کند. در زمستان نیمکره شمالی در شمال استوا جریانی به سوی غرب از جنوب خلیج بنگال و دریای عمان گذشته به سواحل سومالی می‌رسد. در جنوب از حدود خط استوا تا شش درجه عرض جنوبی ضد جریان استوایی از غرب به شرق حرکت می‌کند. این جریان از برگشت جریان قبلی تشکیل شده که در منطقه آرام استوایی جریان دارد.

### حوضه قطب شمال در اطراف خشکی قطب جنوب
در حوضه قطب شمال حرکت آب‌ها مدار بسته‌ای را تشکیل می‌دهد که یک جهت حرکت آن بر خلاف جهت حرکت عقربه‌های ساعت است. از این جریان بزرگ سه جریان انحرافی به طرف جنوب منشعب می‌شود و یکی از طریق دریای برینگ به اقیانوس آرام و دو جریان به نام‌های گرینلند شرقی و لابرادور به اقیانوس اطلس وارد می‌شود.
در اطراف خشکی قطب جنوب دو جریان گردابی در جهت عکس یکدیگر در حرکت است. جهت آن‌ها با جهت بادهای غربی و بادهای شرقی مطابقت می‌کند. جریان غربی در مجاورت قاره و جریان شرقی در شمال آن است. حد فاصل بین این دو جریان منطقه واگرای قطب جنوب است که در آنجا آب‌های اعماق به طرف بالا جریان دارد.

## جریان عمقی اقیانوسها
جریان‌های گرم سطحی هر مسیری داشته باشند، بالاخره آب خود را به نواحی قطبی می‌برند. این آب در نواحی قطبی سرد و سنگین شده پس از اینکه در اعماق فرورفت به طرف استوا جریان می‌یابند. کیفیت جریان‌های عمقی به‌طور دقیق معلوم نشده است. به نظر می‌رسد که در اعماق زیاد، جریان‌هایی با سرعت خیلی کم وجود داشته باشد، ولی در اعماق کم جریان‌هایی کشف نشده که دارای سرعت قابل توجهی است.

## مشهورترین جریان عمقی
در اکثر تنگه‌ها و گذرگاه‌هایی که دریاها را به اقیانوس‌ها یا به یکدیگر وصل می‌کند جریان‌های عمقی در جهت عکس جریان‌های سطحی وجود دارد. از همه مشهورتر جریان عمقی تنگه جبل‌الطارق است که در جریان جنگ جهانی دوم زیر دریایی‌های ایتالیا با خاموش کردن موتور خود به وسیلهٔ این جریان بدون سر و صدا وارد اقیانوس اطلس می‌شدند. دردریای مدیترانه، میزان تبخیر ازمیزان بارندگی بیش تر است درنتیجه درجه شوری دریای مدیترانه ۳۹ و اقیانوس اطلس ۳۵ گرم برکیلوگرم است.
این اختلاف سبب می‌شود آب‌های شور و سنگین دریای مدیترانه در امتداد کف تنگه حرکت کنند و در آب‌های سبک‌تر اقیانوس اطلس فروروند.
هم‌زمان با آن، آب‌های سبک‌تر اقیانوس اطلس به مدیترانه جریان می‌یابند و جانشین آب‌های شوری می‌شوند که از آن خارج شده‌اند.

## جریان گلف استریم
گلف استریم، رودخانه عظیم و مرموزی است که در اقیانوس نیلگون اطلس جاری است و یکی از عظیم‌ترین و نیرومندترین جریان‌های آب دنیا محسوب می‌شود. این جریان جالب در هر ساعت قریب یک صد میلیارد متر مکعب را با سرعتی بهت‌آور در میان تنگه‌های کرانه فلوریدا(Florida) سرازیر می‌کند و رودخانه‌های عظیم آمازون و می‌سی‌سی‌پی در برابر عظمت این جریان آب گرم به منزله رودهای کوچکی هستند.
حرارت جریان آب گرم گلف استریم مساوی حرارتی است که از سوزاندن دو میلیون تن زغال بدست می‌آید.
شدت و قدرت حرارت این جریان مرموز به حدی است که قادر است هوای تمام ممالک شمالی اروپا را گرم کند. اگر فرضاً مقدار ۱۵ درجه از حرارت این رودخانه کاسته شود. احتمالاً تمام ممالک شمالی اروپا مخصوصاً انگلستان مسکن اسکیموها خواهد شد.

### قدرت عظیم این جریان
در قرن ۱۶ یکی از دریانوردان معروف جهان هنگام مسافرت به فلوریدا متوجه شد که کشتیش با اینکه در جهت باد موافق در حرکت است، به عقب کشیده می‌شود و این موضوع برای این دریانورد بینهایت تعجب‌آور بود، دریانوردان انگلیسی نیز که از کندی غیرقابل انتظار حرکت کشتی‌ها خود به ستوه آمده بودند از بنیامین فرانکلین چاره جوئی نمودند؛ و او پس از تبادل نظر با چند تن از دریا نوردان ماهر موفق به تنظیم نقشه جریان آب گلف استریم شد و از تنظیم نقشه گلف استریم چنین نتیجه گرفته شد که اگر کشتی‌ها از روی این جریان گرم به سوی اروپا حرکت کنند دو هفته زودتر به مقصد خواهند رسید.

### علت وجود گلف استریم
بنیامین فرانکلین علت وجود گلف استریم را چنین استنباط نموده است: در اثر وزش باد ثابتی از آمریکا به سوی مغرب، آب‌های گرم خلیج مکزیک روی هم انباشته می‌شوند، در نتیجه سطح آب‌های گرم خلیج مکزیک نسبت به اقیانوس مجاور چند اینچ بلندتر می‌شود این آب‌ها طبیعتاً مخرجی باید بیابند تا خود را از این تراکم خلاص کنند و ناچار از بین شکاف بین تنگه فلوریدا و کوبا که دارای ۲۹ میل عرض و ۲۵۰ پا عمق می‌باشد. با سرعت عبور کرده و سپس مسافرت مرموز و بهت‌آور ۵۰۰۰ میلی خود را به سمت کشورهای اسکاندیناوی شروع می‌نماید.
هنگامیکه جریان گلف استریم به اروپا می‌رسد، به دو قسمت شمالی و جنوبی تقسیم می‌شود قسمت شمالی آن به اقیانوس هند شمالی ریخته و قسمت جنوبی آن مجدداً مسیر بهدهای گرم آمریکا را پیش گرفته و به طرف خلیج مکزیک رهسپار و مجدداً حرارت اولیه خود را به دست می‌آورد؛ بنابراین گلف استریم را می‌تواند به یک رود عظیمی تشبیه نمود که طول آن ۱۲۰۰۰ میل می‌باشد طبق عقیده دانشمندان سه سال وقت لازم است تا گلف استریم مسافرت دورانی خود را طی نماید. برای اثبات این موضوع دانشمندان مزبور هزارها بطری محتوی نامه بزبان‌های مختلف روی جریان گلف استریم انداخته‌اند تا توانسته‌اند طول و مسیر آن را پیدا کنند.
جهان دانش هنوز از اطلاعیه که دربارهٔ جریان آب گرم گلف استریم به دست آمده است قانع نشده است و برای کشف علل آن ناگزیر است راه‌های طویلی را بپیماید.

## سایر جریانهای معروف دریائی
- آب سرد لابرادور – از شمال شرقی اقیانوس اطلس به طرف جنوب غربی (سواحل آمریکا)
- جریان خلیج – از جنوب غربی اقیانوس اطلس به طرف ساحل شرقی (به سواحل اروپایی غربی)
- جریان فالکلند – از مشرق اقیانوس اطلس به مغرب
- جریان بنگاله
- جریان دریفت
- جریان اپولینگ
- جریان کوروشیو